# Lövsjön (Trosa-Vagnhärads socken, Södermanland)
Lövsjön är en sjö i Trosa kommun i Södermanland och ingår i Tyresån-Trosaåns kustområde. Sjön har en area på 0,15 kvadratkilometer och ligger 57,3 meter över havet.

## Delavrinningsområde
Lövsjön ingår i det delavrinningsområde (653840-160114) som SMHI kallar för Mynnar i havet. Medelhöjden är 28 meter över havet och ytan är 17,36 kvadratkilometer. Det finns inga avrinningsområden uppströms utan avrinningsområdet är högsta punkten. Avrinningsområdets utflöde mynnar i havet. Avrinningsområdet består mestadels av skog (44 procent), öppen mark (14 procent) och jordbruk (36 procent). Avrinningsområdet har 0,78 kvadratkilometer vattenytor vilket ger det en sjöprocent på 4,5 procent. Bebyggelsen i området täcker en yta av 0,34 kvadratkilometer eller 2 procent av avrinningsområdet.